# Verwaltungsgemeinschaft Kirchweidach
Die Verwaltungsgemeinschaft Kirchweidach im Landkreis Altötting besteht seit der Gemeindegebietsreform am 1. Mai 1978. Ihr gehören als Mitgliedsgemeinden an:
1. Feichten a.d.Alz, 1342 Einwohner, 17,92 km²
2. Halsbach, 1083 Einwohner, 22,08 km²
3. Kirchweidach, 2836 Einwohner, 20,15 km²
4. Tyrlaching, 1093 Einwohner, 20,55 km²

Sitz der Verwaltungsgemeinschaft ist Kirchweidach.